# Aikdewa
Aikdewa is een bestuurslaag in het regentschap Oost-Lombok van de provincie West-Nusa Tenggara, Indonesië. Aikdewa telt 5560 inwoners (volkstelling 2010).